# Túnel de Pimorent
El Túnel de Pimorent es un túnel carretero que atraviesa los Pirineos. Une las comarcas de la Alta Cerdaña con el distrito de Foix (Ariège) siguiendo la carretera del eje europeo E9 París-Barcelona. La carretera que lo recorre es la N-523 (variante de la antigua N-20). El túnel permite evitar el Col de Puymorens y tiene los extremos en las comunas de Porté-Puymorens, en el alto valle del río Querol, y del L'Hospitalet-près-l'Andorre, en el valle de Ax-les-Thermes en el curso alto de río Ariège, siguiendo el Sabartés histórico. Es un túnel de peaje.

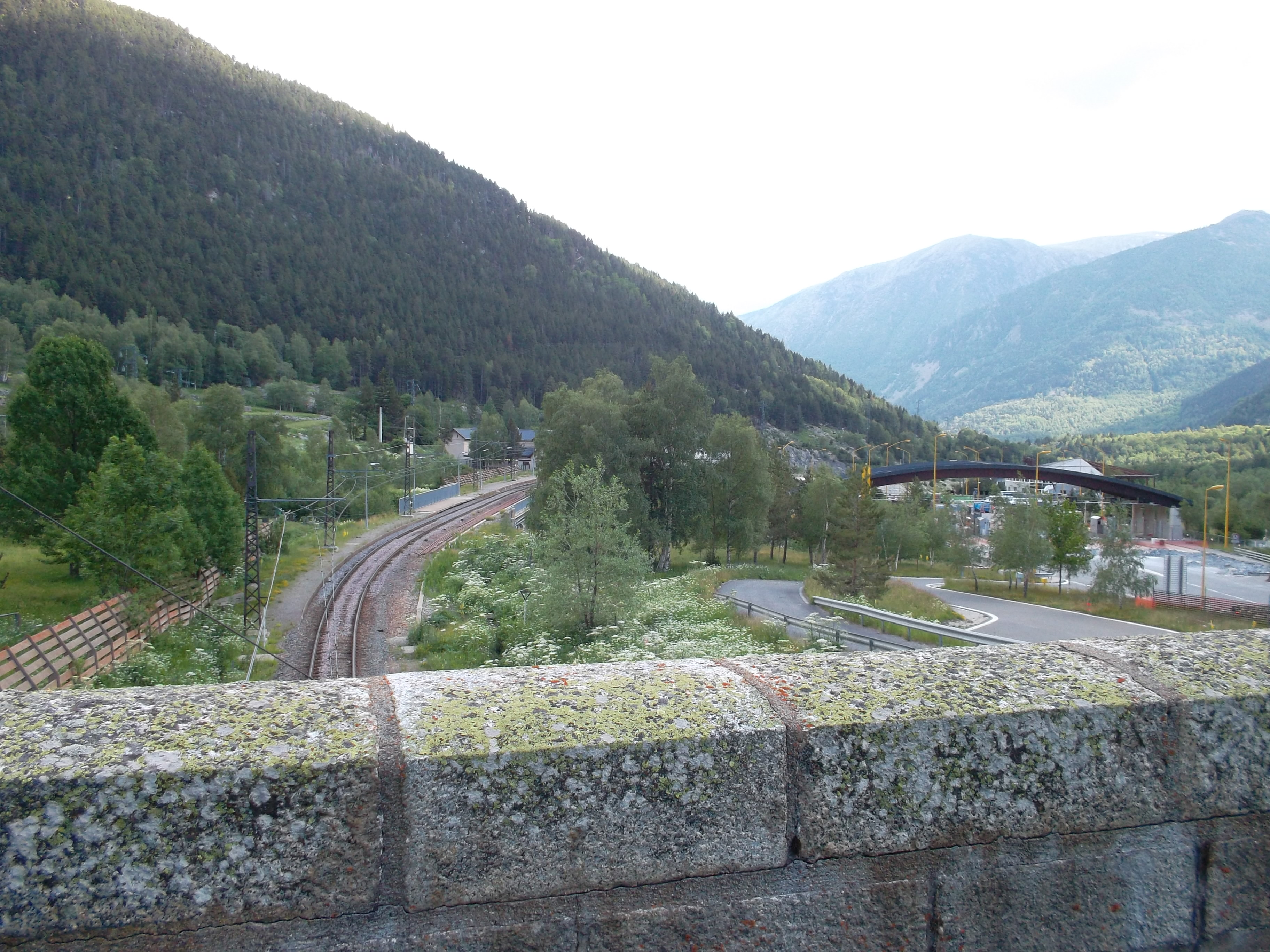
Peaje, junto a la salida sur del túnel ferroviario de Pimorent

Su largo recorrido subterráneo se desarrolla bajo la Estación de esquí de Porté-Puymorens. La boca sur está dentro del término de Porté-Puymorens, cerca del límite con Porta. En los límites de esta otra comuna se encuentra la barrera de peaje del túnel y las dependencias anejas.
El trazado es paralelo al túnel ferroviario de Pimorent.

## Historia
Fue construido entre 1988 y 1994, bajo el mandato del presidente francés François Mitterrand, que lo inauguró en diciembre del 1994, junto con el presidente del Gobierno español Felipe González, en presencia del presidente de la Generalidad de Cataluña Jordi Pujol. Fue concebido para mejorar la conexión rápida del eje que une Toulouse y Barcelona, y para facilitar la travesía central de los Pirineos en todas las estaciones del año.

## Características
- Una barrera de peaje

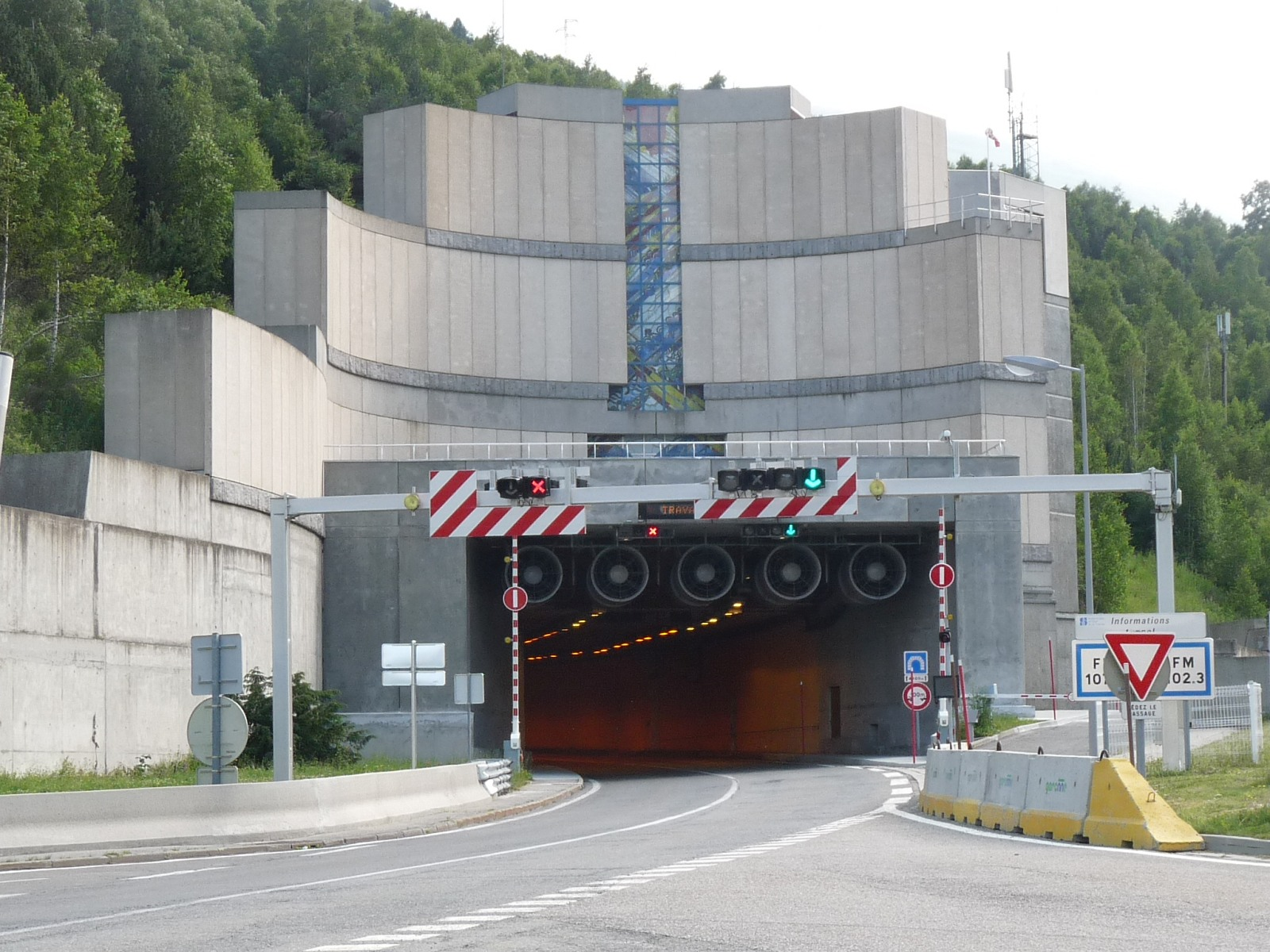
Entrada norte del túnel, en L'Hospitalet

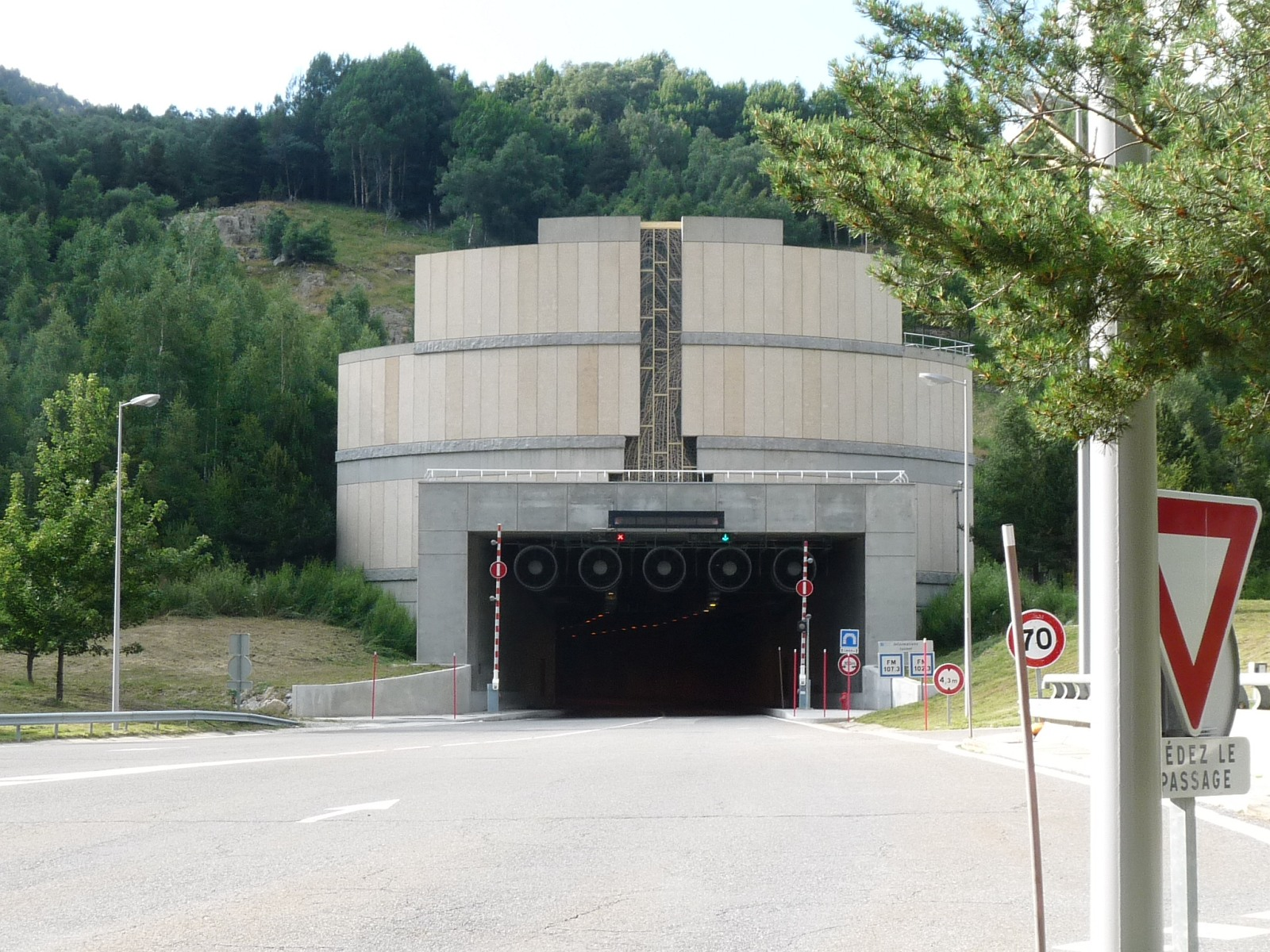
Boca sur del túnel, en Portè

- Un solo túnel (tubo) bidireccional de 4.820 m de longitud, con un carril en cada sentido
- Cinco zonas de parada y cinco refugios antiincendios
- Tres galerías de retorno
- Dos motores de ventilación.